# الغواصة الألمانية يو-801
غواصة يو-801 غواصة يو بوت ألمانية من الفئة التاسعة سي/40 بنيت لسلاح بحرية ألمانيا النازية كريغسمارينه، في أحواض بناء السفن والآلات الألمانية وسيبيمفيرت في بريمن خلال الحرب العالمية الثانية. أبحرت يو -801 في 26 فبراير 1944 وتم غغراقها بطائرة من يو إس إس بلوك آيلاند في 16 مارس.